# Queen Elizabeth II Golden Jubilee Medal
Die Queen Elizabeth II Golden Jubilee Medal ist eine Ehrenauszeichnung des Vereinigten Königreiches sowie des Commonwealth, welche 2002 als Erinnerung an den 50. Jahrestag der Krönung von Königin Elisabeth II. verliehen wurde.

## Aussehen und Trageweise
Es unterscheiden sich die allgemeine und die Kanadische Fassung:
Die runde, vergoldete Kupfer-Nickel (im Vereinigten Königreich etc.) bzw. Bronze (für Kanada) Medaille zeigt auf ihrem Avers das nach links  blickende Brustbild der Königin Elisabeth II. mit der zur Krönung genutzten Edwardskrone. Auf der Rückseite befindet sich die Quartiere des Königlichen Wappens, flankiert von den Jahreszahlen 1952 und 2002.

Die kanadische Version zeigt das Bildnis gekrönt mit dem Diamantendiadem und umschrieben mit den Worten Queen of Canada • Reine du Canada, während die Rückseite mit einem stilisierten Ahornblatt und dem Wort Canada, den Jahreszahlen 1952 • 2002 auf der linken und rechten Seite des gekrönten königlichen Monograms.
Getragen wird die Auszeichnung an der linken oberen Brustseite des Beliehenen an einem blauen Band mit schmalen roten Randstreifen, in dessen Mitte ein breiter weißer senkrechter Mittelbalken eingewebt ist, der wiederum von einem schmalen roten Streifen durchzogen wird.

## Verleihungen
Reguläre Mitglieder der britischen Streitkräfte, ihrer Reserven und Kadetten, die am 6. Februar 2002 im Dienst standen und länger als fünf Jahre Dienstverpflichtung aufwiesen, erhielten die Medaille. Verliehen wurde die Medaille an: In der British Army: 94.222, in der Royal Navy und Royal Marines: 32.273 und in der Royal Air Force 38.889 Personen. Ehrenverleihungen der Königin sind außerhalb der Richtlinien bekannt.